# Mojácar
Mojácar er en by og kommune i det sydøstlige Spanien i provinsen Almería. Den har et indbyggertal på 7.517 (2024) indbyggere.